# Wilbert Bendezú Carpio
Wilbert Bendezú Carpio (Quillabamba, 17 de marzo de 1954) es un abogado y político peruano. Miembro del Partido Aprista Peruano, fue parlamentario andino en el periodo 2006-2011 y diputado desde julio de 1985 hasta su disolución en abril de 1992.

## Biografía
Nació en el distrito de Quillabamba, ubicado en la provincia de La Convención del departamento del Cusco, el 17 de marzo de 1954.
Cursó sus estudios primarios en su ciudad natal y los secundarios en el Colegio Ciencias del Cusco egresando en 1971. En 1979 obtiene el grado de Bachiller en Derecho por la Universidad Nacional Federico Villarreal.

## Carrera política
Miembro del Partido Aprista Peruano, fue alumno de la denominada "Universidad Popular Gonzales Prada" establecida por Víctor Raúl Haya de la Torre en 1972. Llegó a ocupar los cargos de presidente de la comisión nacional de las urbanizaciones populares entre 1987 y 1992, secretario nacional de organización entre 2004 y 2007 y subsecretario general político desde 2010.
Se inició en la política cuando postuló a la Cámara de Diputados por el Partido Aprista Peruano en las elecciones de 1980. Sin embargo, no resultó elegido.

### Diputado de la República
En las elecciones parlamentarias de 1985, postuló por segunda vez a la Cámara de Diputados y luego fue elegido como diputado por Lima Metropolitana por el Partido Aprista Peruano para el periodo parlamentario 1985-1990. Fue reelecto en las elecciones de 1990, sin embargo, su mandato se vio interrumpido por el cierre del Congreso de la República decretado por el dictador Alberto Fujimori.

### Parlamentario Andino
Tras varios años de estar alejado de la política, Bendezú volvió al ámbito y decidió postular en las primeras elecciones al Parlamento Anido en el año 2006. Encabezó la lista del Partido Aprista Peruano y resultó elegido para el lapso 2006-2011.
Ejerció como vicepresidente del Parlamento Andino. En 2009 generó polémica por sus expresiones en contra del proceso de elección de la nueva mesa directiva del Parlamento Andino.
Durante su gestión como secretario general del APRA, Bendezú fue denunciado por el dominical Día D por presuntamente no asumir la paternidad de sus dos hijos, de seis y cinco años, producto de su expareja Elizabetn Zumba. Tras el escándalo, algunos miembros del partido pidieron la renuncia de Bendezú al cargo.
Luego del escándalo, Bendezú se apuntó como candidato a la reelección al Parlamento Andino en las elecciones del 2011, sin embargo, terminó por renunciar a su candidatura tras irregularidades en el proceso electoral interno del partido. Postuló nuevamente en las elecciones del 2016 por Alianza Popular, donde no obtuvo éxito.